# Afrephialtes balteatus
Afrephialtes balteatus là một loài tò vò trong họ Ichneumonidae.